# The Black Parade
The Black Parade – trzeci album studyjny rockowego zespołu My Chemical Romance. Został wydany 23 października 2006 w Wielkiej Brytanii i 24 października w USA. Jest concept albumem, skupiającym się na postaci zwanej "Pacjentem", cierpiącym przez śmierć w młodym wieku.
Producentem płyty jest Rob Cavallo, który wyprodukował również większość płyt Green Day. Jest to pierwszy album My Chemical Romance, w którym zagrał zastępujący Matta Pelissiera perkusista, Bob Bryar, gdyż to Pelissier grał na perkusji podczas nagrywania albumu Three Cheers for Sweet Revenge, a nie Bryar, jak to się powszechnie sądzi. Na płycie gościnnie wystąpiła w utworze "Mama" Liza Minnelli.
Pierwszym singlem promującym płytę jest "Welcome to the Black Parade", drugim "Famous Last Words", trzecim "I Don't Love You", czwartym "Teenagers."

## Wpływy
Frontman zespołu, Gerard Way, uważa, że największy wpływ na powstanie albumu miał zespół Queen. Również albumy "The Wall" grupy Pink Floyd i "Sgt. Pepper’s Lonely Hearts Club Band" zespołu The Beatles miały wielkie znaczenie dla muzyków nagrywających "The Black Parade". Pomysł na czarne mundury, będące częścią wizerunku zespołu, powstały jako przeciwieństwo do kolorowych mundurów z okładki "Sgt. Pepper's Lonely Hearts Club Band".

## Wersje
The Black Parade została wydana w dwóch wersjach kolorystycznych; jedna: biały tekst na czarnym tle; druga: czarny tekst na białym tle. Wydania zawierają takie same piosenki.
Została wydana także Limitowana Edycja albumu:
"The Limited Edition special packaging features an 11-11/16" × 5-13/16", long skinny box with hinged lid, wrapped in black velveteen material, with an impressed design on the top. The 64-page bound paperback book inside the box is modeled after a Victorian-style photo album, and contains Gerard's drawings, making-of-the-album notes, and more".
W Japonii The Black Parade zawiera 14 utworów, gdzie 14 utwór "Heaven Help Us" zastępuje ukryty utwór "Blood". Japońska wersja albumu zawiera również teledysk do singla Welcome To The Black Parade.

## The Black Parade World Tour
My Chemical Romance trasę The Black Parade World Tour rozpoczęło 22 lutego 2007 roku, koncertem w Manchesterze, New Hampshire's Verizon Wireless Arena, a zakończyło 22 maja 2007 w Portland, Oregon's Memorial Coliseum. Po 10 dniach przerwy, My Chemical Romance powróciło na trasę, tym razem nazwaną Projekt Revolution. Chociaż basista zespołu Mikey Way,zrobił sobie krótką przerwę na rzecz swojego małżeństwa, trasa odbyła się, a basistę zastąpił Matt Cortez. Mikey dołączył do zespołu ponownie 4 października.

## Ukazane utwory
- "Dead!" – dołączona do Xbox 360 w wersji "Guitar Hero II"
- "Mama" – została użyta w spocie reklamującym serial Rodzina Soprano
- Teenagers, Famous Last Words i "This Is How I Disappear" – są dostępne do Xbox 360 w wersji "Guitar Hero II"
- "House of Wolves" – została użyta w trailerze filmu Shoot 'Em Up.
- "House of Wolves" – Project Gotham Racing 4
- "This Is How I Disappear" – MLB 07: The Show

## Lista utworów
| Nr  | Tytuł                                       | Długość |
| --- | ------------------------------------------- | ------- |
| 1.  | "The End."                                  | 1:52    |
| 2.  | "Dead!"                                     | 3:15    |
| 3.  | "This Is How I Disappear"                   | 3:59    |
| 4.  | "The Sharpest Lives"                        | 3:20    |
| 5.  | "Welcome to the Black Parade"               | 5:11    |
| 6.  | "I Don't Love You"                          | 3:58    |
| 7.  | "House of Wolves"                           | 3:04    |
| 8.  | "Cancer"                                    | 2:22    |
| 9.  | "Mama" (feat. Liza Minnelli)                | 4:39    |
| 10. | "Sleep"                                     | 4:43    |
| 11. | "Teenagers"                                 | 2:41    |
| 12. | "Disenchanted"                              | 4:54    |
| 13. | "Famous Last Words"                         | 4:59    |
| 14. | "Blood" (hidden track, zaczyna się na 1:30) | 2:53    |

## Inne utwory nagrane podczas sesji do albumu
- "All the Angels"
- "Emily"
- "Heaven Help Us" - wydany jako strona B singla "Welcome to the Black Parade" oraz jako utwór bonusowy w Japonii
- "Kill All Your Friends" - wydany jako strona B singla "Famous Last Words"
- "My Way Home Is Through You" - wydany jako strona B singla "Famous Last Words"
- "Not That Kind of Girl"
- "Party at the End of the World"
- "The Five of Us Are Dying" - pierwotnie napisany w erze Bullets, przepisany i wydany jako "Welcome to the Black Parade"